# Голуб Микола Ісайович
Микола Ісайович Голуб (нар. 10 грудня 1904, село Валя-Маре Бесарабської губернії, тепер Республіка Молдова — розстріляний 8 жовтня 1937) — український радянський партійний діяч, 2-й секретар Молдавського обкому КП(б)У. Кандидат в члени ЦК КП(б)У в червні — серпні 1937 р.

## Біографія
Народився в родині коваля. У 1917 році закінчив чотирикласну школу в селі Жури Балтського повіту. У квітні 1918 — травні 1922 р. — наймит у багатих селян в селі Жури Балтського повіту. У травні 1922 — вересні 1926 р. — чорнороб радгоспу в селі Жури. У 1925 році вступив до комсомолу.
У вересні 1926 — липні 1928 р. — курсант Молдавської обласної радянської партійної школи ІІ-го ступеня у місті Балті.
Член ВКП(б) з грудня 1927 року.
У липні 1928 — січні 1929 р. — завідувач агітаційно-пропагандистського відділу Дубосарського районного комітету КП(б)У Молдавської АРСР.
У січні 1929 — квітні 1930 р. — секретар Молдавського обласного комітету комсомолу (ЛКСМУ).
У квітні 1930 — травні 1931 р. — інструктор Центрального виконавчого комітету Молдавської АРСР у місті Тирасполі. У травні 1931 — липні 1932 р. — інструктор, а у липні — листопаді 1932 р. — завідувач відділу кадрів Молдавського обласного комітету КП(б)У.
У листопаді 1932 — липні 1933 р. — секретар Тираспольського районного комітету КП(б)У Молдавської АРСР. У липні — жовтні 1933 р. — секретар Тираспольського міського комітету КП(б)У Молдавської АРСР.
У жовтні 1933 — жовтні 1934 р. — народний комісар освіти Молдавської АРСР у місті Тирасполі.
У жовтні 1934 — серпні 1937 р. — 2-й секретар Молдавського обласного комітету КП(б)У. Одночасно, у жовтні 1936 — липні 1937 р. — слухач Вищої школи партійних організаторів при ЦК ВКП(б) у Москві.
Заарештований 29 серпня 1937 року. Розстріляний 8 жовтня 1937 року. 